# Иванов, Виктор Александрович (государственный деятель)
Виктор Александрович Иванов (1903, Казань, Казанская губерния, Российская империя — 23 января 1969, Москва, СССР) — советский государственный и партийный деятель.

## Биография
С 1927 — член ВКП(б), в 1937 году окончил Московский нефтяной институт, в 1937—1938 гг. был главным механиком и директором промышленного предприятия в Грозном, а в 1938—1939 — 3-м секретарем горкома ВКП(б) в Грозном.
С 1939 до мая 1940 года — секретарь, а с мая 1940 по март 1944 года — 1-й секретарь Чечено-Ингушского областного комитета ВКП(б).
22 октября 1941 года стал руководителем Грозненского городского комитета обороны.
С мая по ноябрь 1944 года — ответственный организатор Управления кадров ЦК ВКП(б). С 10 ноября 1944 года — заместитель начальника отдела партийных органов Управления кадров ЦК ВКП(б).
С 24 марта 1947 года по 14 апреля 1949 года — председатель Бюро ЦК ВКП(б) по Молдавии, в 1950—1956 гг. — заместитель начальника Главнефтеразведки, в 1956—1957 гг. — председатель ЦК Союза рабочих нефтяной промышленности СССР, в 1957—1959 председатель ЦК профсоюза рабочих нефтяной и химической промышленности СССР, в 1959—1968 гг. — председатель Центрального совета Всесоюзного общества изобретателей и рационализаторов.

## Награды
Награждён двумя орденами Ленина, Отечественной войны 1-й степени и тремя орденами Трудового Красного Знамени.